# Quinquereme
La quinquereme (in latino quinquereme) o pentera (in greco antico: πεντήρης?, pentèrēs) era un tipo di nave da guerra a remi usata prima dai Greci, poi in epoca ellenistica e successivamente dai Cartaginesi e dai Romani, dal IV secolo a.C. al I secolo d.C.; fu derivata dalla precedente trireme.

## Storia e struttura
Nel IV secolo a.C., dopo la guerra del Peloponneso, si ebbe una penuria di rematori con sufficiente abilità per armare grandi flotte di triremi. Cercando di progettare navi in cui i rematori potessero sfruttare la propria forza più che la propria abilità, Dionigi I di Siracusa costruì tetreres (quadriremi) e penteres (quinqueremi). La prua dell'Isola Tiberina, un modello a grande scala di una prua, appartiene probabilmente ad una quinquereme.
La testimonianza sulla struttura delle quinqueremi è altamente frammentaria, ed esiste un acceso dibattito sul significato del nome di queste imbarcazioni. Le triremi dovevano il proprio nome alla presenza di tre ordini sovrapposti di rematori; per similitudine, le quinqueremi avrebbero dovuto avere cinque ordini sovrapposti, ma sorge il problema di interpretare le successive hexeres, hepteres e vascelli con un numero ancora maggiore di ordini. Secondo gli storici moderni, questi numeri descrivevano nelle polieri il numero di rematori per unità o gruppo di voga su ciascun lato della nave, non il numero di ordini; le quinqueremi avrebbero avuto tre ordini di remi, con due rematori per ciascuno dei due remi superiori, uno o due per ciascun remo di coperta e uno per ogni remo inferiore posto poco al di sopra della linea di galleggiamento.
Secondo Polibio, una quinquereme portava a bordo 300 rematori, 120 soldati e 50 membri dell'equipaggio; lo storico Fik Meijer suggerisce che ciascun lato di una quinquereme ospitava 58 thranites (i rematori del livello superiore) su 29 remi, 58 zygites (rematori del secondo ordine) su altri 29 remi e infine 34 thalamites (i rematori del livello inferiore) con un remo ciascuno. Tutti questi rematori si trovavano sotto il ponte in quanto, a partire dalla battaglia di Siracusa del 413 a.C., si era visto che i thranites erano vulnerabili all'attacco con frecce e catapulte e si era deciso di proteggerli portandoli sotto il ponte.
La scarsezza di resti archeologici delle quinqueremi è dovuta alla costruzione stessa delle navi: infatti, per essere abbastanza veloci per combattere (la velocità minima per essere competitiva era di 10 nodi), dovevano essere costruite con legno alquanto leggero che non andava a fondo nell'acqua, quindi soggetto alle intemperie e agli scontri con gli scogli, a differenza delle navi mercantili di cui, ancora oggi, si ritrovano resti sui fondali.

## Caratteristiche ed impiego

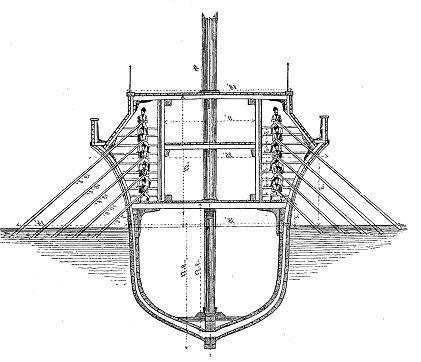
Ricostruzione erronea della struttura di una quinquereme.

Le quinqueremi erano molto più difficili da mantenere stabili di quanto non lo fossero già le triremi, e non fornivano un aumento di velocità corrispondente, in quanto l'uso di più uomini per ciascun remo riduceva lo spazio disponibile e non permetteva a tutti i rematori di manovrare con tutta la forza; d'altro canto garantivano una protezione migliore contro gli speronamenti e permettevano di portare più fanti di marina. Per questo motivo le marine piccole utilizzavano ancora ampiamente le triremi, mentre marine più grandi – come quella egiziana, romana, cartaginese e ateniese – erano in grado di schierare un gran numero di quinqueremi e poliremi. C'è un'evidente prova della diffusione della quinquereme in una città come Atene, che nel 330 a.C. contava 393 triremi e 18 quadriremi, che già nel 325 a.C. contava 7 quinqueremi a fronte di una diminuzione del 10% delle triremi. In questo periodo la potenza navale delle città greche era notevolmente diminuita; solo il Regno di Macedonia era in grado di permettersi navi così grandi in gran numero e, col suo declino, la flotta macedone dovette ripiegare sulle triremi per poter schierare un gran numero di navi in battaglia. Durante la seconda guerra punica, la Repubblica romana era in grado di schierare 220 quinqueremi, mentre una potenza navale di medio calibro come il Regno di Pergamo disponeva di 100 triremi.
Le flotte della marina militare romana erano composte da triremi, quadriremi e quinqueremi; sebbene fossero armate con uno sperone, queste navi combattevano per abbordaggio invece che per speronamento. Durante la prima guerra punica fu impiegato un ponte d'abbordaggio lungo 11 metri con una punta ad una estremità, che si conficcava nel ponte nemico, detto corvo, con lo scopo di facilitare l'abbordaggio; questo dispositivo causò, però, la distruzione di intere flotte durante le tempeste e, a partire dalla battaglia delle isole Egadi, non fu più usato. Secondo Polibio un'altra invenzione fu l'"orso", che permetteva di colpire la nave avversaria, senza penetrare lo scafo, allo scopo di sbilanciarla e scagliare i rematori fuori bordo.

## Declino delle quinqueremi
Durante una delle ultime grandi battaglie navali dell'antichità, la battaglia di Azio del 31 a.C., Ottaviano impiegò navi più leggere e manovrabili per sconfiggere quelle più pesanti di Marco Antonio; le navi più leggere utilizzarono sempre più frecce e artiglieria leggera per ardere i vascelli nemici.
Dopo questo episodio, l'Impero romano ottenne il controllo completo dell'intero mar Mediterraneo: venne così a mancare la necessità di tenere attiva una flotta pesante e, per il 325, non c'erano più quinqueremi.